# Брак, Поль
Поль Брак (фр. Paul Bracq, 13 декабря 1933, Бордо, Франция) — французский автомобильный дизайнер, известен по работе в Mercedes-Benz, BMW и Peugeot.
Карьера Брака началась в студии дизайна Филиппа Шарбонно (англ. Philippe Charbonneaux), где он служил его помощником в 1953—1954 годах. Во время этого периода студия создала французский лимузин Presidential, построенный компанией Citroen, купе Pegaso и ряд других автомобилей.
Брак служил на военной службе в Германии с конца 1954 по 1957 годы. Впоследствии он работал на Daimler-Benz, возглавляя студию дизайна в Зиндельфингене, этот пост он занимал в течение десяти лет. Наиболее известной его работой является купе Mercedes-Benz Pagoda.
По возвращении во Францию в 1967 году, Брак работал на Brissonneau and Lotz, где он был ответственным за дизайн высокоскоростного пассажирского поезда TGV. В это время Брак также отвечал за опытные образцы спортивного автомобиля, базирующегося на BMW Neue Klasse и автомобиле-купе, базирующегося на Simca 1100.
В 1970 году Брак был назначен директором по дизайну BMW, где он занимался разработкой BMW 7-й серии. Его концепт кар BMW Turbo в 1973 году выиграл в конкурсе «Концептуальный автомобиль года» по версии Automobil Revue, автомобиль повторил свой подвиг победив в 1992 году на конкурсе элегантности (Concours d’Elegance) в Багатель, Франция.
Его работа с Peugeot, начавшаяся в 1974 году, включала разработку интерьеров Peugeot 604 и Peugeot 505.
Брак также известен как судья во многих автомобильных конкурсах, включая Pebble Beach Concours d'Elegance.